# Carlos Castañeda (football)
Pour les articles homonymes, voir Carlos Castaneda et Castañeda.
Carlos Castañeda, né le 4 janvier 1963, est un footballeur guatémaltèque. Il évoluait au poste d'attaquant.

## Biographie
Il participe aux Jeux olympiques de 1988, avec trois matchs joués. Lors de la compétition, il inscrit un but face à l'Italie. Le Guatemala est éliminé au premier tour de la compétition. 
Il marque à nouveau lors des éliminatoires pour la Coupe du monde 1990, contre le Canada (défaite 3-2). 
Il participe ensuite à la Gold Cup 1991 (3 matchs, 0 but) puis à la Gold Cup 1996 (3 matchs, 0 but), obtenant une quatrième place en 1996.
En club, il joue en faveur du CD Suchitepéquez puis du CSD Comunicaciones.